# Parliamentary Library (Wellington)

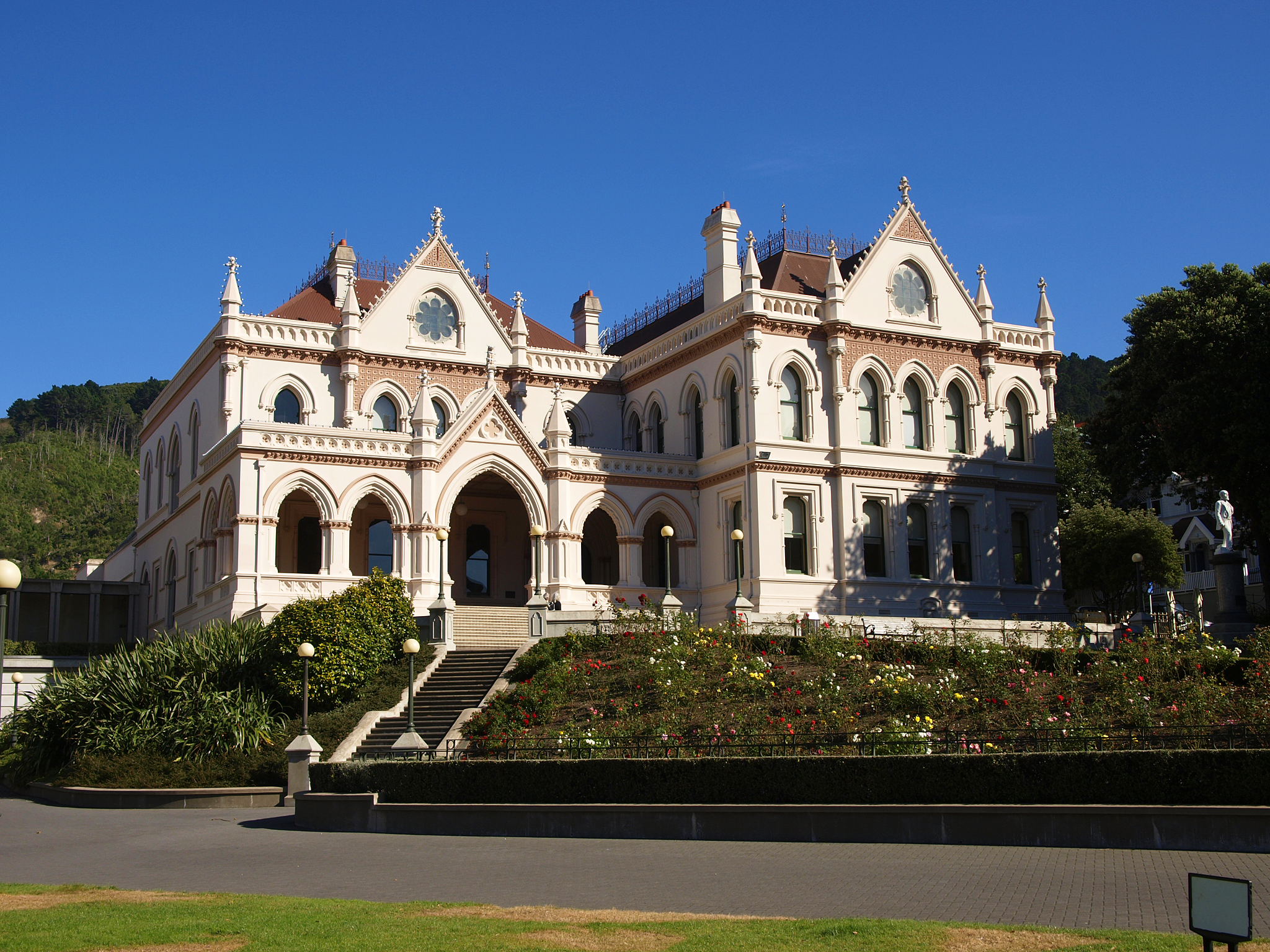
Parliamentary Library

Die Parliamentary Library in Wellington, Neuseeland, ist die Bibliothek des neuseeländischen Parlaments. Das Gebäude, das die Bibliothek beherbergt, trägt denselben Namen.

## Geographie
Das Gebäude befindet sich im Wellingtoner Stadtteil Thorndon, auf dem Gelände zwischen Hill Street, Molesworth Street, Lambton Quay, Bowen Street und Museum Street, nördlich des Parliament House und damit direkt an der Hill Street. Die Vorderseite des Gebäudes ist dem davorliegenden Park und der Molesworth Street zugewandt.

## Das Gebäude
Die Parliamentary Library hat eine Grundfläche von rund 63 m mal 33 m mit einem kleinen Anbau auf der Rückseite und einem Verbindungsgang zum Parlamentsgebäude an seiner linken Seite. Das Gebäude wurde von dem Architekten Thomas Turnbull im viktorianischen gotischen Stil gestaltet und in zwei Bauabschnitten errichtet. So wie das Parliament House wurde auch die Parliamentary Library zwischen 1992 und 1995 renoviert und das Fundament erdbebensicher gestaltet. Das Bauwerk wurde in einem aufwendigen Verfahren auf Schwingungsdämpfer aus Gummi gesetzt, die Erdbeben bis zu einer Stärke von MM 8 auf der Mercalliskala, ohne strukturelle Schäden am Gebäude zu verursachen, abfedern und bis zur Stärke MM 10 trotz struktureller Schäden noch die Substanz des Gebäudes erhalten können.

## Geschichte
Das Gebäude der Parliamentary Library wurde in zwei Abschnitten gebaut. Der westliche Teil, der heute den hinteren Teil des Gebäudes darstellt, wurde 1883 errichtet und der östliche Teil, der heute den vorderen Teil des Gebäudes darstellt, im Jahr 1899. Als Bibliothek wurde das Gebäude aber erst ab 1901 genutzt und nannte sich zu der Zeit noch General Assembly Library.
Als 1907 das damalige Parliament House niederbrannte, wurde durch das Feuer auch die Parliamentary Library beschädigt, aber wieder instand gesetzt. Das Foyer wurde 1992 erneut durch ein Feuer beschädigt. Seit der Renovierung und Umbau des Fundamentes zwischen 1992 und 1995 blieb das Gebäude bis heute unversehrt.
Am 20. Juli 1989 wurde das Gebäude vom New Zealand Historic Places Trust in die Historic Place Category 1 eingestuft und seither denkmalgeschützt.

## Die Bibliothek
Als sich der Sitz des Parlamentes noch in Auckland befand, entstand die Bibliothek in den frühen 1850ern. Sie nannte sich General Assembly Library, befand sich in einem kleinen Raum und musste seinerzeit mit dem Auckland Provincial Council, dem Rat der Provinz, geteilt werden. 1860 zählte der Umfang der Bibliothek 750 Bücher und nach seiner Vergrößerung drei Jahre später bereits 4000. Nachdem das Parlament nach Wellington verlegt wurde, wuchs der Bestand 1872 in neuen Räumlichkeiten auf 8000 Werke und Zeitungen an.
Nach der Fertigstellung der neuen Bibliothek, dem heutigen Gebäude, wurde die Kollektion um Fotografien und Dokumente erweitert, auch Gemälde kamen mit in den Bestand. Bei dem Feuer, das 1907 das Parliament House zerstörte und Teile der angrenzenden Bibliothek, konnte der Bestand jedoch gesichert und gerettet werden.
1926 nannte die Bibliothek 100.000 archivierte Exemplare ihr Eigen, und 40 Jahre später war das Archiv bereits auf rund 300.000 Werke angewachsen. Während der Renovierungsarbeiten zwischen 1992 und 1995 musste der gesamte Bestand der Bibliothek in das Bowen House, in dem die Abgeordneten ihre Büros haben, umgezogen werden. 1995 wurde sie wiedereröffnet.
Die Parliamentary Library dient heute den Parlamentariern nicht nur als Bibliothek und Leseraum, sie bietet auch den Service für Recherchen und Forschung an. Der Öffentlichkeit ist der Zugang zu den archivierten Werken allerdings verwehrt. Als Besucher kann man lediglich an geführten Besichtigungstouren teilnehmen, bei denen man allerdings nicht den archivierten Bestand zu Gesicht bekommt.